# ブライス・ダラス・ハワード
ブライス・ダラス・ハワード（Bryce Dallas Howard, 1981年3月2日 - ）は、アメリカ合衆国の女優、テレビドラマ監督。

## 生い立ち
カリフォルニア州ロサンゼルス出身。ミドルネームのダラスはテキサス州ダラスに由来している。父親は映画監督のロン・ハワード、母親は女優のシェリル・ハワード。叔父はクリント・ハワードで、祖父はランス・ハワードである。双子の妹（ジョスリン、ペイジ）と弟（リード）がいる。妹のペイジ・ハワードも女優となった芸能一家でもある。
幼い頃はコネチカット州グリニッジで過ごす。高校時代は演劇キャンプに参加。ニューヨーク大学で演技等を学び、舞台女優としてシェイクスピアやチェーホフの舞台に立っていた。

## キャリア
幼い頃から父親の監督作品にはブライス・ハワード（Bryce Howard）名義で出演していたが、本格な映画出演は2004年公開の『ヴィレッジ』で、この映画で主役の座に抜擢。後に同作と同じくM・ナイト・シャマランが監督した2006年公開の『レディ・イン・ザ・ウォーター』に出演。
2006年にはアルフレッド・モリーナ主演の短編映画を監督している。また、同年にはケネス・ブラナーが監督したシェイクスピアの戯曲『お気に召すまま』でゴールデングローブ賞主演女優賞（ミニシリーズ･テレビ映画部門）にノミネートされた。
2007年公開の『スパイダーマン3』ではグウェン・ステイシーを、2009年公開の『ターミネーター4』ではケイト・コナーを演じた。
2015年、大ヒット映画『ジュラシック・ワールド』でクレア・ディアリングを演じ、知名度が大幅アップした。2018年の続編『ジュラシック・ワールド/炎の王国』でも続投した。
2019年、『マンダロリアン』で本格的に監督としてデビュー。なお父であるロン・ハワードは『ハン・ソロ/スター・ウォーズ・ストーリー』で監督を務めており、親子でスター・ウォーズシリーズに監督として参加している。

## 私生活
2006年6月17日に約5年間の交際を経て、俳優のセス・ガベルと結婚。2007年2月16日に長男（セオドア・ノーマン・ハワード＝ガベル）を出産。2012年1月19日に長女（ベアトリス・ジーン・ハワード＝ガベル）を出産。
『ヴィレッジ』で共演したホアキン・フェニックスの影響でベジタリアンになる。
『スパイダーマン3』で共演したキルスティン・ダンストやナタリー・ポートマン、ジェイク・ギレンホールと親しい間柄。

## 出演作品

### 映画
※太字表記は主演。
| 年   | 題名                                                            | 役名                                    | 備考                                                                 | 吹替                                                                       |
| ---- | --------------------------------------------------------------- | --------------------------------------- | -------------------------------------------------------------------- | -------------------------------------------------------------------------- |
| 1989 | バックマン家の人々 Parenthood                                   | Strawberry-Blonde Girl in Audience      | クレジットなし                                                       | N/A                                                                        |
| 1995 | アポロ13 Apollo 13                                              | Girl in Yellow Dress                    | クレジットなし                                                       | 不明                                                                       |
| 2000 | グリンチ How the Grinch Stole Christmas                         | サプライズ・フー                        |                                                                      | 不明                                                                       |
| 2001 | ビューティフル・マインド A Beautiful Mind                       | ハーバードの生徒                        | クレジットなし                                                       |                                                                            |
| 2004 | サイモン・ベイカー 結婚の条件 Book of Love                      | ヘザー                                  |                                                                      | （吹き替え版なし）                                                         |
| 2004 | ヴィレッジ The Village                                          | アイヴィー・ウォーカー                  | 園崎未恵（ソフト版） 小林さやか（日本テレビ版） 甲斐田裕子（機内版） |                                                                            |
| 2005 | マンダレイ Manderlay                                            | グレース・マーガレット・マリガン        | 不明                                                                 |                                                                            |
| 2006 | お気に召すまま As You Like It                                   | ロザリンド                              | （吹き替え版なし）                                                   |                                                                            |
| 2006 | レディ・イン・ザ・ウォーター Ladie in the Water                 | ストーリー                              | 佐古真弓                                                             |                                                                            |
| 2007 | スパイダーマン3 Spider-Man 3                                    | グウェン・ステイシー                    | 小笠原亜里沙                                                         |                                                                            |
| 2008 | The Loss of a Teardrop Diamond                                  | フィッシャー・ウィロウ                  | N/A                                                                  |                                                                            |
| 2009 | ターミネーター4 Terminator Salvation                            | ケイト・コナー                          | 林真理花                                                             |                                                                            |
| 2010 | エクリプス/トワイライト・サーガ The Twilight Saga: Eclipse      | ヴィクトリア                            | 甲斐田裕子                                                           |                                                                            |
| 2010 | ヒア アフター Hereafter                                         | メラニー                                | 大坂史子                                                             |                                                                            |
| 2011 | 50/50 フィフティ・フィフティ 50/50                              | レイチェル                              | 木下紗華                                                             |                                                                            |
| 2011 | 永遠の僕たち Restless                                           | N/A                                     | 製作                                                                 | N/A                                                                        |
| 2012 | ヘルプ 〜心がつなぐストーリー〜 The Help                        | ヒリー・ホルブロック                    |                                                                      | 甲斐田裕子                                                                 |
| 2013 | コール・ミー・クレイジー 5つの処方箋 Call Me Crazy: A Five Film | N/A                                     | 監督 オムニバス作品                                                  | N/A                                                                        |
| 2015 | ジュラシック・ワールド Jurassic World                           | クレア・ディアリング                    |                                                                      | 木村佳乃（劇場公開版） 仲間由紀恵（日本テレビ版） 園崎未恵（ザ・シネマ版） |
| 2016 | ピートと秘密の友達 Pete's Dragon                                | グレース                                | 甲斐田裕子                                                           |                                                                            |
| 2016 | ゴールド/金塊の行方 Gold                                        | ケイ                                    | 林真理花                                                             |                                                                            |
| 2018 | ジュラシック・ワールド/炎の王国 Jurassic World:Fallen Kingdom   | クレア・ディアリング                    | 木村佳乃（劇場公開版） 園崎未恵（ザ・シネマ版）                      |                                                                            |
| 2019 | ベラのワンダフル・ホーム A Dog's Way Home                       | ベラ                                    | 声の出演                                                             | 悠木碧                                                                     |
| 2019 | Dads 父になること Dads                                          | 本人                                    | 兼監督 ドキュメンタリー映画                                          |                                                                            |
| 2019 | ロケットマン Rocketman                                          | シーラ・アイリーン                      |                                                                      | 松谷彼哉                                                                   |
| 2022 | ジュラシック・ワールド/新たなる支配者 Jurassic World: Dominion  | クレア・ディアリング                    | 木村佳乃（劇場公開版） 園崎未恵（ザ・シネマ版）                      |                                                                            |
| 2024 | ARGYLLE/アーガイル Argylle                                      | エリー・コンウェイ / レイチェル・カイル | 園崎未恵                                                             |                                                                            |
| 2025 | ディープ･カバー 〜即興潜入捜査〜 Deep Cover                     | カット                                  | 園崎未恵                                                             |                                                                            |
| TBA  | Flight of the Navigator                                         | N/A                                     | 監督                                                                 | N/A                                                                        |
| TBA  | All of Her                                                      | N/A                                     | 監督                                                                 | N/A                                                                        |

### テレビシリーズ
| 年    | 題名                                                         | 役名     | 備考                                                                                        | 吹替       |
| ----- | ------------------------------------------------------------ | -------- | ------------------------------------------------------------------------------------------- | ---------- |
| 2016  | ブラック・ミラー Black Mirror                                | レイシー | 第3シーズン第1話「ランク社会」                                                              | 甲斐田裕子 |
| 2019- | マンダロリアン The Mandalorian                               | N/A      | エピソード監督 第1シーズン第4話「楽園」 第2シーズン第3話「後継者」 第3シーズン第6話「傭兵」 | N/A        |
| 2022  | ボバ・フェット/The Book of Boba Fett The Book of Boba Fett   | N/A      | エピソード監督 第5話「チャプター5：マンダロリアンの帰還」                                   | N/A        |
| 2024  | スター・ウォーズ:スケルトン・クルー Star Wars: Skeleton Crew | N/A      | エピソード監督                                                                              | N/A        |

### テレビゲーム
| 年   | 題名                                                                  | 役名                 | 備考       | 吹替     |
| ---- | --------------------------------------------------------------------- | -------------------- | ---------- | -------- |
| 2015 | LEGO(R)ジュラシック・ワールド:インドミナス大脱走! Lego Jurassic World | クレア・ディアリング |            | 林真里花 |
| 2015 | Lego Dimensions                                                       | クレア・ディアリング | 日本未発売 | N/A      |
| 2018 | ジュラシック・ワールド・エボリューション Jurassic World Evolution     | クレア・ディアリング |            | 林真里花 |
| 2021 | マケット Maquette                                                     | Kenzie               |            |          |
| 2021 | ジュラシック・ワールド・エボリューション2 Jurassic World Evolution 2  | クレア・ディアリング |            | 林真里花 |

## 日本語吹き替え
主に担当しているのは、以下の二人である。
園崎未恵
『ヴィレッジ』（ソフト版）で初担当。当初は同作のみの担当であったが、『ARGYLLE/アーガイル』で20年ぶりにハワードを吹き替えた。代表作である『ジュラシック・ワールド』三部作（劇場公開版）では木村佳乃が担当していたが、後にザ・シネマで園崎による新録版が制作され、この際にはFIXED声優とも評された。
甲斐田裕子
『ヴィレッジ』（機内上映版）で初担当。園崎と並んで大半の作品を吹き替えている。
このほかにも、林真里花、小林さやか、佐古真弓、小笠原亜里沙、大坂史子、木下紗華、松谷彼哉なども声を当てている。